# Llista d'asteroides/148101-148200
| Nom      | Designació provisional | Data de descobriment   | Lloc de descobriment | Descobridor/s                           |
| -------- | ---------------------- | ---------------------- | -------------------- | --------------------------------------- |
| 148101 - | 1999 RD33              | 8 de setembre de 1999  | Prescott             | P. G. Comba                             |
| 148102 - | 1999 RW47              | 7 de setembre de 1999  | Socorro              | LINEAR                                  |
| 148103 - | 1999 RO57              | 7 de setembre de 1999  | Socorro              | LINEAR                                  |
| 148104 - | 1999 RX68              | 7 de setembre de 1999  | Socorro              | LINEAR                                  |
| 148105 - | 1999 RU102             | 8 de setembre de 1999  | Socorro              | LINEAR                                  |
| 148106 - | 1999 RV102             | 8 de setembre de 1999  | Socorro              | LINEAR                                  |
| 148107 - | 1999 RR144             | 9 de setembre de 1999  | Socorro              | LINEAR                                  |
| 148108 - | 1999 RJ164             | 9 de setembre de 1999  | Socorro              | LINEAR                                  |
| 148109 - | 1999 RC167             | 9 de setembre de 1999  | Socorro              | LINEAR                                  |
| 148110 - | 1999 RQ200             | 8 de setembre de 1999  | Socorro              | LINEAR                                  |
| 148111 - | 1999 RF209             | 8 de setembre de 1999  | Socorro              | LINEAR                                  |
| 148112 - | 1999 RA216             | 8 de setembre de 1999  | Mauna Kea            | C. A. Trujillo, D. C. Jewitt, J. X. Luu |
| 148113 - | 1999 RW252             | 8 de setembre de 1999  | Socorro              | LINEAR                                  |
| 148114 - | 1999 SM12              | 30 de setembre de 1999 | Anderson Mesa        | LONEOS                                  |
| 148115 - | 1999 TA25              | 2 d'octubre de 1999    | Socorro              | LINEAR                                  |
| 148116 - | 1999 TD30              | 4 d'octubre de 1999    | Socorro              | LINEAR                                  |
| 148117 - | 1999 TX52              | 6 d'octubre de 1999    | Kitt Peak            | Spacewatch                              |
| 148118 - | 1999 TQ65              | 8 d'octubre de 1999    | Kitt Peak            | Spacewatch                              |
| 148119 - | 1999 TV81              | 12 d'octubre de 1999   | Kitt Peak            | Spacewatch                              |
| 148120 - | 1999 TK85              | 14 d'octubre de 1999   | Kitt Peak            | Spacewatch                              |
| 148121 - | 1999 TL100             | 2 d'octubre de 1999    | Socorro              | LINEAR                                  |
| 148122 - | 1999 TC140             | 6 d'octubre de 1999    | Socorro              | LINEAR                                  |
| 148123 - | 1999 TF161             | 9 d'octubre de 1999    | Socorro              | LINEAR                                  |
| 148124 - | 1999 TK165             | 10 d'octubre de 1999   | Socorro              | LINEAR                                  |
| 148125 - | 1999 TV166             | 10 d'octubre de 1999   | Socorro              | LINEAR                                  |
| 148126 - | 1999 TM185             | 12 d'octubre de 1999   | Socorro              | LINEAR                                  |
| 148127 - | 1999 TM186             | 12 d'octubre de 1999   | Socorro              | LINEAR                                  |
| 148128 - | 1999 TM191             | 12 d'octubre de 1999   | Socorro              | LINEAR                                  |
| 148129 - | 1999 TK192             | 12 d'octubre de 1999   | Socorro              | LINEAR                                  |
| 148130 - | 1999 TB203             | 13 d'octubre de 1999   | Socorro              | LINEAR                                  |
| 148131 - | 1999 TO250             | 9 d'octubre de 1999    | Catalina             | CSS                                     |
| 148132 - | 1999 TW256             | 9 d'octubre de 1999    | Socorro              | LINEAR                                  |
| 148133 - | 1999 TO258             | 9 d'octubre de 1999    | Socorro              | LINEAR                                  |
| 148134 - | 1999 TQ270             | 3 d'octubre de 1999    | Socorro              | LINEAR                                  |
| 148135 - | 1999 TY272             | 3 d'octubre de 1999    | Socorro              | LINEAR                                  |
| 148136 - | 1999 TX287             | 10 d'octubre de 1999   | Socorro              | LINEAR                                  |
| 148137 - | 1999 TP311             | 7 d'octubre de 1999    | Catalina             | CSS                                     |
| 148138 - | 1999 TW312             | 8 d'octubre de 1999    | Catalina             | CSS                                     |
| 148139 - | 1999 VT55              | 4 de novembre de 1999  | Socorro              | LINEAR                                  |
| 148140 - | 1999 VH106             | 9 de novembre de 1999  | Socorro              | LINEAR                                  |
| 148141 - | 1999 VC113             | 9 de novembre de 1999  | Socorro              | LINEAR                                  |
| 148142 - | 1999 VY134             | 10 de novembre de 1999 | Kitt Peak            | Spacewatch                              |
| 148143 - | 1999 VN142             | 10 de novembre de 1999 | Kitt Peak            | Spacewatch                              |
| 148144 - | 1999 VS146             | 12 de novembre de 1999 | Socorro              | LINEAR                                  |
| 148145 - | 1999 VW165             | 14 de novembre de 1999 | Socorro              | LINEAR                                  |
| 148146 - | 1999 VB169             | 14 de novembre de 1999 | Socorro              | LINEAR                                  |
| 148147 - | 1999 XZ28              | 6 de desembre de 1999  | Socorro              | LINEAR                                  |
| 148148 - | 1999 XE50              | 7 de desembre de 1999  | Socorro              | LINEAR                                  |
| 148149 - | 1999 XU52              | 7 de desembre de 1999  | Socorro              | LINEAR                                  |
| 148150 - | 1999 XK79              | 7 de desembre de 1999  | Socorro              | LINEAR                                  |
| 148151 - | 1999 XE119             | 5 de desembre de 1999  | Catalina             | CSS                                     |
| 148152 - | 1999 XC131             | 12 de desembre de 1999 | Socorro              | LINEAR                                  |
| 148153 - | 1999 XZ131             | 12 de desembre de 1999 | Socorro              | LINEAR                                  |
| 148154 - | 1999 XA134             | 12 de desembre de 1999 | Socorro              | LINEAR                                  |
| 148155 - | 1999 XL135             | 8 de desembre de 1999  | Socorro              | LINEAR                                  |
| 148156 - | 1999 XP141             | 8 de desembre de 1999  | Socorro              | LINEAR                                  |
| 148157 - | 1999 XV142             | 13 de desembre de 1999 | Socorro              | LINEAR                                  |
| 148158 - | 1999 XB153             | 7 de desembre de 1999  | Socorro              | LINEAR                                  |
| 148159 - | 1999 XC153             | 7 de desembre de 1999  | Socorro              | LINEAR                                  |
| 148160 - | 1999 XQ160             | 8 de desembre de 1999  | Socorro              | LINEAR                                  |
| 148161 - | 1999 XH172             | 10 de desembre de 1999 | Socorro              | LINEAR                                  |
| 148162 - | 1999 XC186             | 12 de desembre de 1999 | Socorro              | LINEAR                                  |
| 148163 - | 1999 XV194             | 12 de desembre de 1999 | Socorro              | LINEAR                                  |
| 148164 - | 1999 XW194             | 12 de desembre de 1999 | Socorro              | LINEAR                                  |
| 148165 - | 1999 XK228             | 14 de desembre de 1999 | Kitt Peak            | Spacewatch                              |
| 148166 - | 1999 XN229             | 7 de desembre de 1999  | Catalina             | CSS                                     |
| 148167 - | 1999 XU251             | 9 de desembre de 1999  | Kitt Peak            | Spacewatch                              |
| 148168 - | 1999 XH252             | 9 de desembre de 1999  | Kitt Peak            | Spacewatch                              |
| 148169 - | 1999 XQ257             | 7 de desembre de 1999  | Socorro              | LINEAR                                  |
| 148170 - | 1999 YE1               | 17 de desembre de 1999 | Socorro              | LINEAR                                  |
| 148171 - | 1999 YC3               | 17 de desembre de 1999 | Socorro              | LINEAR                                  |
| 148172 - | 1999 YZ25              | 31 de desembre de 1999 | Anderson Mesa        | LONEOS                                  |
| 148173 - | 2000 AT                | 2 de gener de 2000     | Kitt Peak            | Spacewatch                              |
| 148174 - | 2000 AC36              | 3 de gener de 2000     | Socorro              | LINEAR                                  |
| 148175 - | 2000 AE36              | 3 de gener de 2000     | Socorro              | LINEAR                                  |
| 148176 - | 2000 AL46              | 3 de gener de 2000     | Socorro              | LINEAR                                  |
| 148177 - | 2000 AR62              | 4 de gener de 2000     | Socorro              | LINEAR                                  |
| 148178 - | 2000 AO73              | 5 de gener de 2000     | Socorro              | LINEAR                                  |
| 148179 - | 2000 AY79              | 5 de gener de 2000     | Socorro              | LINEAR                                  |
| 148180 - | 2000 AD114             | 5 de gener de 2000     | Socorro              | LINEAR                                  |
| 148181 - | 2000 AQ122             | 5 de gener de 2000     | Socorro              | LINEAR                                  |
| 148182 - | 2000 AF161             | 3 de gener de 2000     | Socorro              | LINEAR                                  |
| 148183 - | 2000 AG208             | 4 de gener de 2000     | Kitt Peak            | Spacewatch                              |
| 148184 - | 2000 AH212             | 5 de gener de 2000     | Kitt Peak            | Spacewatch                              |
| 148185 - | 2000 AT223             | 9 de gener de 2000     | Kitt Peak            | Spacewatch                              |
| 148186 - | 2000 BG                | 16 de gener de 2000    | Eskridge             | G. Hug, G. Bell                         |
| 148187 - | 2000 BP18              | 30 de gener de 2000    | Socorro              | LINEAR                                  |
| 148188 - | 2000 BF20              | 26 de gener de 2000    | Kitt Peak            | Spacewatch                              |
| 148189 - | 2000 BE22              | 30 de gener de 2000    | Kitt Peak            | Spacewatch                              |
| 148190 - | 2000 BT23              | 29 de gener de 2000    | Socorro              | LINEAR                                  |
| 148191 - | 2000 BK24              | 29 de gener de 2000    | Socorro              | LINEAR                                  |
| 148192 - | 2000 BQ34              | 30 de gener de 2000    | Catalina             | CSS                                     |
| 148193 - | 2000 BQ45              | 28 de gener de 2000    | Kitt Peak            | Spacewatch                              |
| 148194 - | 2000 BD46              | 28 de gener de 2000    | Kitt Peak            | Spacewatch                              |
| 148195 - | 2000 CG7               | 2 de febrer de 2000    | Socorro              | LINEAR                                  |
| 148196 - | 2000 CR37              | 3 de febrer de 2000    | Socorro              | LINEAR                                  |
| 148197 - | 2000 CQ38              | 3 de febrer de 2000    | Socorro              | LINEAR                                  |
| 148198 - | 2000 CR38              | 3 de febrer de 2000    | Socorro              | LINEAR                                  |
| 148199 - | 2000 CE40              | 4 de febrer de 2000    | Socorro              | LINEAR                                  |
| 148200 - | 2000 CH69              | 1 de febrer de 2000    | Kitt Peak            | Spacewatch                              |